# История политологии
Политология как отдельная отрасль науки оформилась по сравнению с прочими социальными науками довольно поздно. Однако сам термин «политология» (политическая наука) в прошлом зачастую употреблялся как синоним политической философии, и в этом смысле современная научная дисциплина имеет чёткий ряд предшественников, к которым относят этику, политическую экономию, политическую теологию, историю и другие области науки, связанные с нормативными определениями должного устройства общества и выводом характеристик и функций идеального государства.

## На западе

### Античность
В качестве прародителей западной политической науки называют политических философов Сократа и Аристотеля (последнего также именуют «отцом политической науки»). Их работы «Государство» и «Законы» (Платон), а также «Политика» и «Никомахова этика» (Аристотель) посвящены философскому анализу политических систем. При этом сами мыслители в них выходят за рамки ранних обычных для их времени поэтических и исторических размышлений, которые характерны для работ таких поэтов, как Гомер и Гесиод, или историков как Геродот и Фукидид, или драматургов как Софокл, Аристофан и Еврипид.
Во времена расцвета Римской империи её крупнейшие историки ― Полибий, Ливий и Плутарх, ― отмечали её успехи, а также писали об истории других народов и их политическом устройстве. Юлий Цезарь, Цицерон и другие государственные деятели Рима оставили обширное литературное наследие, освещающее политику Рима и его войны. Изучение политики в этот век было ориентировано на уяснение истории и методов публичного управления, а также на описание деятельности правительств. На римлян большое влияние оказала и эллинская культура. Греческие боги стали римскими, а греческая философия проникла в римское право ― особенно философия стоицизма. Стоики были привержены сохранению надлежащих иерархических ролей и гражданских обязанностей по отношению к государству, а также поддержанию стабильности общества. Среди наиболее известных римских стоиков были философ Сенека и император Марк Аврелий. Сам Сенека, богатый римский патриций, впрочем, часто критикуется некоторыми современными комментаторами/историками за его неспособность жить по своим собственным наставлениям. Сборник наставлений «К самому себе» Марка Аврелия является образцом философских размышлений императора, разделённого между своими философскими устремлениями и долгом правителя, который призывал его защищать Римскую империю от её внешних врагов посредством ведения различных военных кампаний.
Падение Западной Римской империи ознаменовало рождение более размытой площадки для политических исследований. Укрепление монотеизма и христианства (особенно для западной традиции) послужило основой для нового пространства. Такие работы, как «О граде божьем» Августина Блаженного синтезировали современные философские и политические традиции с христианскими, пересматривая границы между религиозным и политическим. В средние века изучение политики было широко распространено при церквях и королевских дворах. Большинство политических вопросов, касающихся взаимоотношений между церковью и государством, были рассмотрены именно в этот период.
Арабы упустили из виду политические сочинения Аристотеля, но продолжали изучать «Государство» Платона, который стал основным текстом иудейско-исламской политической философии, найдя отражение в работах Аль-Фараби и Аверроэса; в христианском же мире, где «Политика» Аристотеля была переведена на латинский в XIII веке, стала основным текстом для изучения: в частности, большое внимание ей уделяется в трудах святого Фомы Аквинского.
Во времена итальянского Возрождения Никколо Макиавелли перенёс акцент современной политической мысли на прямое эмпирическое наблюдение за политическими институтами и акторами политики. В своём трактате «Государь» Макиавелли придерживается реалистической точки зрения, утверждая, что следует принимать во внимание даже аморальные средства достижения политических целей, если они помогают приобретать и поддерживать благосостояние правителя. Макиавелли, следовательно, также выступает против использования идеалистических моделей в политике; за свои труды он был назван отцом «политической модели» политической науки. Макиавелли прибегает к другому тону в своей менее известной работе ― «Рассуждения о первой декаде Тита Ливия». Там он рассказывает о достоинствах республиканизма и о том, что значит быть достойным гражданином. Тем не менее, некоторые похожие темы из книги «Государь» можно найти и в «Рассуждениях». Расширение научной парадигмы во времена Просвещения ещё больше вытолкнуло изучение политики за пределы нормативных определений.
Работы французских философов Вольтера, Руссо, Дидро и других и поныне являются образцами политического анализа, социальных наук, социальной и политической критики. Их влияние было огромным и послужило идейным обоснованием не только Французской революции, но и развития демократических институтов во всех странах мира.
Как и Макиавелли, Томас Гоббс, известный своей теорией общественного договора, считал, что сильная централизованная власть монарха необходима для управления врождённым эгоизмом индивида, хотя ни тот, ни другой не верили в божественное право королей. С другой стороны, Джон Лок, автор произведения «Два трактата о правлении», встал на сторону Фомы Аквинского и выступил против Макиавелли и Гоббса, приняв утверждение Аристотеля о том, что человек как общественное животное стремится быть счастливым в состояние социальной гармонии (впрочем, он соглашался с ними в их взглядах относительно божественного права королей). В отличие от преобладающего взгляда Аквинского на спасение души от первородного греха, Локк полагал, что человек приходит в этот мир с разумом, который по своей сути является tabula rasa. Согласно Локку, абсолютный монарх, поддерживаемый Гоббсом, не нужен, поскольку естественное право основано на разуме и равенстве людей, стремящихся к миру и выживанию.
Основы философии Запада, которые были заложены в результате утверждения рационализма в эпоху Просвещения, очертили путь к политике разделения церкви и государства. Принципы, аналогичные тем, которые доминировали в естественных науках, начинали применяться к социальным наукам. Политика стала изучаться как в кабинете учёного, так и собственно в общественной среде. В 1787 году Александр Гамильтон писал: «...Наука о политике, как и большинство других наук, получила значительное развитие». И маркиз д'Аржансон, и аббат Сен-Пьер описывали политику как науку.
Теоретическим осмыслением политики начали заниматься и в Новом свете: среди наиболее значимых имён здесь можно упомянуть Бенджамина Франклина и Томаса Джефферсона.

### XIX ― начало XX вв.
Дарвиновская модель эволюции и естественного отбора оказали значительное влияние на общественную мысль в конце XIX века. Тогда господствующее положение получило утверждение о том, что общество эволюционирует и неумолимо движется к новым высотам. Эта вера была утрачена с началом Первой мировой войны.
«История ― это политика прошлого, политика ― история настоящего» ― таков был девиз первого поколения американских политологов (примерно 1882―1900), а собственно автором этого афоризма был профессор Оксфордского университета Эдвард Августом Фримен. Новое поколение политологов начало чаще обращаться к естественным наукам.
В эру прогрессивизма в Соединённых Штатах (1890–1920-е годы) политология стала не только престижной университетской учебной программой, но и прикладной наукой, которая должна была применять накопленный опыт в решении проблем государственного управления. Среди наиболее известных американских политологов-практиков были президент США Вудро Вильсон, Чарльз А. Берд и Чарльз Э. Мерриам. Во многих городах и штатах были созданы исследовательские бюро для воплощения в жизнь последних открытий науки.

### С 1920 года
Американская ассоциация политологов, учреждённая в 1903 году, является крупнейшей профессиональной ассоциацией политологов.

### Бихевиорализм
Бихевиорализм ― эмпирический метод, который получил распространение в 1930-х годах в США. В нём подчеркивается объективный, количественный подход к объяснению и прогнозированию политического поведения. Исследователь Джеймс Гай отзывается о нём так: «Бихевиорализм подчеркивал систематическое понимание всех идентифицируемых проявлений политического поведения. Это также означало применение строгих научных и статистических методов для стандартизации тестирования и свободного исследования ценностей в мире политики... Для бихевиорализма роль политической науки заключается, прежде всего, в том, чтобы собирать и анализировать факты настолько строго и объективно, насколько это вообще возможно». Николай Петро добавляет: «бихевиоралисты, как правило, считали, что политику следует изучать так же, как изучают естественные науки». Таким образом, политология в США обрела тесную связь с науками о поведении, которые в свою очередь вышли из недр естественных наук.
Бихевиорализм направлен на изучение поведения и образа действий отдельных лиц, но не на характеристики таких институтов, таких как законодательные, исполнительные или судебные органы власти или общественные группы в различных социальных условиях. Он также стремится объяснить это поведение в связи с политическим процессом.

#### Европа
Политологии в европейских университетах уделялось меньшее внимание по сравнению с американскими. Традиционно политической наукой занимались учёные-правоведы и философы. Так или иначе, в Европе была учреждена крупная общественная организация Европейский консорциум по политическим исследованиям (ECPR), которая спонсирует несколько научных журналов, в том числе European Political Science (EPS) (с 2001 г.), European Journal of Political Research (EJPR) и European Political Science Review (EPSR).

## Индия
Наиболее древний политический трактат в Индии «Артхашастра» Чанакьи был написан в III веке до н. э. Среди прочих тем в нём подробно обсуждаются денежно-кредитная и фискальная политика, социальное обеспечение, международные отношения и военная стратегия.
Другими важными трактами Древней Индии являются Ригведа, Веды, Брахманы, Махабхарата и сочинения буддийского палийского канона, а также Ману-смрти.

## Китай
Древний Китай был местом нескольких конкурирующих школ политической мысли, большинство из которых возникли в период Вёсен и Осеней. К ним относятся моизм (утилитарная философия), даосизм, легизм (школа мысли, основанная на превосходстве государства) и конфуцианство. В конце концов, изменённая форма конфуцианства (в значительной степени пронизанная элементами легализма) стала доминирующей политической философией в Китае в течение имперского периода. Эта же форма конфуцианства пустила корни в Корее и Японии.
Современная политология в Китае начала быстро развиваться в XXI веке. С 1995 года «The Journal of Chinese Political Science» (JCPS) является важнейшим рецензируемым академическим журналом, который публикует статьи по теоретическим и эмпирическим политическим исследованиям по китайской тематике.

## Ближний Восток
В средневековой Персии такие произведения, как « Рубайят Омара Хайяма» и «Эпос царей» Фердоуси, свидетельствовали о проникновении аристотелизма в политическую мысль Ближнего Востока. Авиценна, а затем Маймонид и Аверроэс продолжали аристотелевскую традицию анализа и эмпиризма и писали комментарии к произведениям Аристотеля. У Аверроэс, однако, не было под рукой текста «Политики» Аристотеля, поэтому он написал комментарий к «Государству» Платона.